# スプリングフィールド市長
スプリングフィールド市長（英語: mayors of Springfield）は、アメリカ合衆国イリノイ州スプリングフィールド市の首長（市長）。

## 一覧
| 氏名                           | 就任           | 退任           |
| ------------------------------ | -------------- | -------------- |
| ウィリアム・L・ムーン          | 1841年         |                |
| ウィリアム・ジェイン           | 1859年         | 1860年         |
| ゴイン・A・サットン            | 1860年         | 1864年         |
| ジョン・W・プリースト          | 1870年         |                |
| ジョン・W・スミス              | 1871年         | 1872年         |
| チャールズ・E・ヘイ            | 1873年         |                |
| オベッド・ルイス               | 1874年         |                |
| チャールズ・E・ヘイ            | 1875年         |                |
| ウィリアム・ジェイン           | 1876年         | 1877年         |
| ジョン・A・ヴィンセント        | 1878年         |                |
| R・L・マクガイア               | 1879年         |                |
| ホレイス・C・アーウィン        | 1880年         |                |
| ジョン・マクリーリー           | 1881年         |                |
| A・N・J・クルック              | 1882年         |                |
| ジョン・マクリーリー           | 1883年         | 1884年         |
| ジェイム・ガーランド           | 1885年         | 1886年         |
| チャールズ・E・ヘイ            | 1887年         | 1890年         |
| ルーナ・ローレンス             | 1891年         | 1892年         |
| フランク・クレイマー           | 1893年         | 1894年         |
| マリオン・U・ウッドラフ        | 1895年         | 1896年         |
| ローレン・エドガー・ホイーラー | 1897年         | 1900年         |
| ジョン・L・フィリップス        | 1901年         | 1902年         |
| リー・ドゥヴルー               | 1903年         | 1906年         |
| デイヴィッド・グリフィス       | 1907年         |                |
| ロイ・R・リース                | 1907年         | 1908年         |
| ジョン・シュナップ             | 1909年         | 1915年         |
| チャールズ・バウマン           | 1915年         | 1923年         |
| サミュエル・A・ブラード        | 1923年         | 1926年         |
| J・エミル・スミス              | 1926年         | 1930年         |
| ハル・スミス                   | 1930年         | 1931年         |
| ジョン・W・カップ・ジュニア    | 1931年         | 1947年         |
| リー・エイールソン             | 1947年         | 1951年         |
| ジョン・E・マクホワーター      | 1951年         | 1955年         |
| ネルソン・O・ハワース          | 1955年         | 1959年         |
| レスター・E・コリンズ          | 1959年         | 1963年         |
| ネルソン・O・ワース            | 1963年         | 1971年         |
| ウィリアム・テルフォード       | 1971年         | 1979年         |
| J・マイケル・ヒューストン      | 1979年         | 1987年         |
| オジー・レイングフェルダー     | 1987年         | 1995年         |
| カレン・サラ                   | 1995年         | 2003年4月      |
| ティモシー・ダヴリン           | 2003年4月      | 2010年12月14日 |
| フランク・クンツ               | 2010年12月14日 | 2010年12月28日 |
| フランク・エドワーズ           | 2010年12月28日 | 2011年4月29日  |
| J・マイケル・ヒューストン      | 2011年4月29日  | 2015年5月7日   |
| ジム・ラングフェルダー         | 2015年5月7日   | 現職           |